# Pieris napi
Pieris napi é uma espécie de borboleta da familia Pieridae.

## Descrição

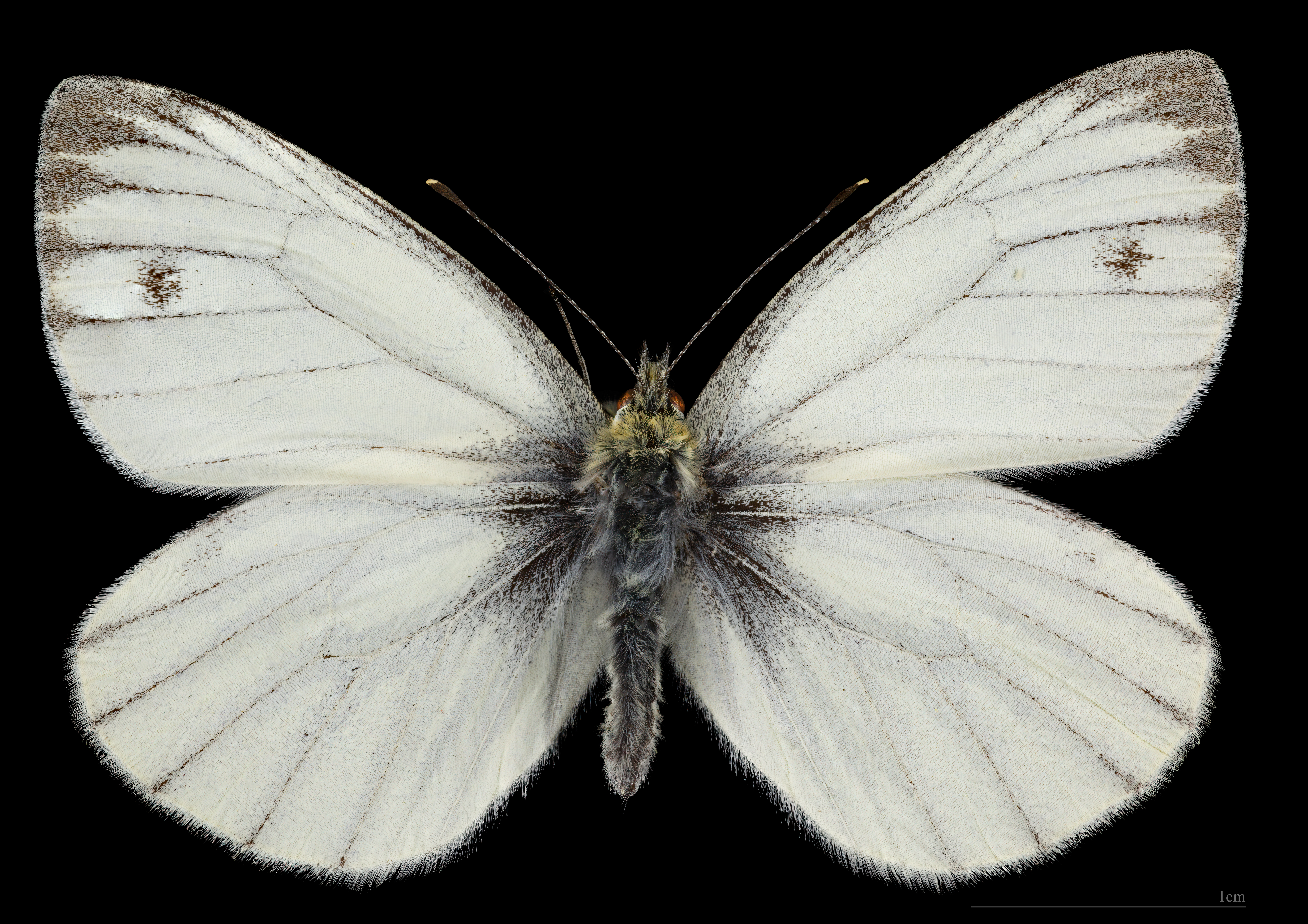
Pieris napi ♂
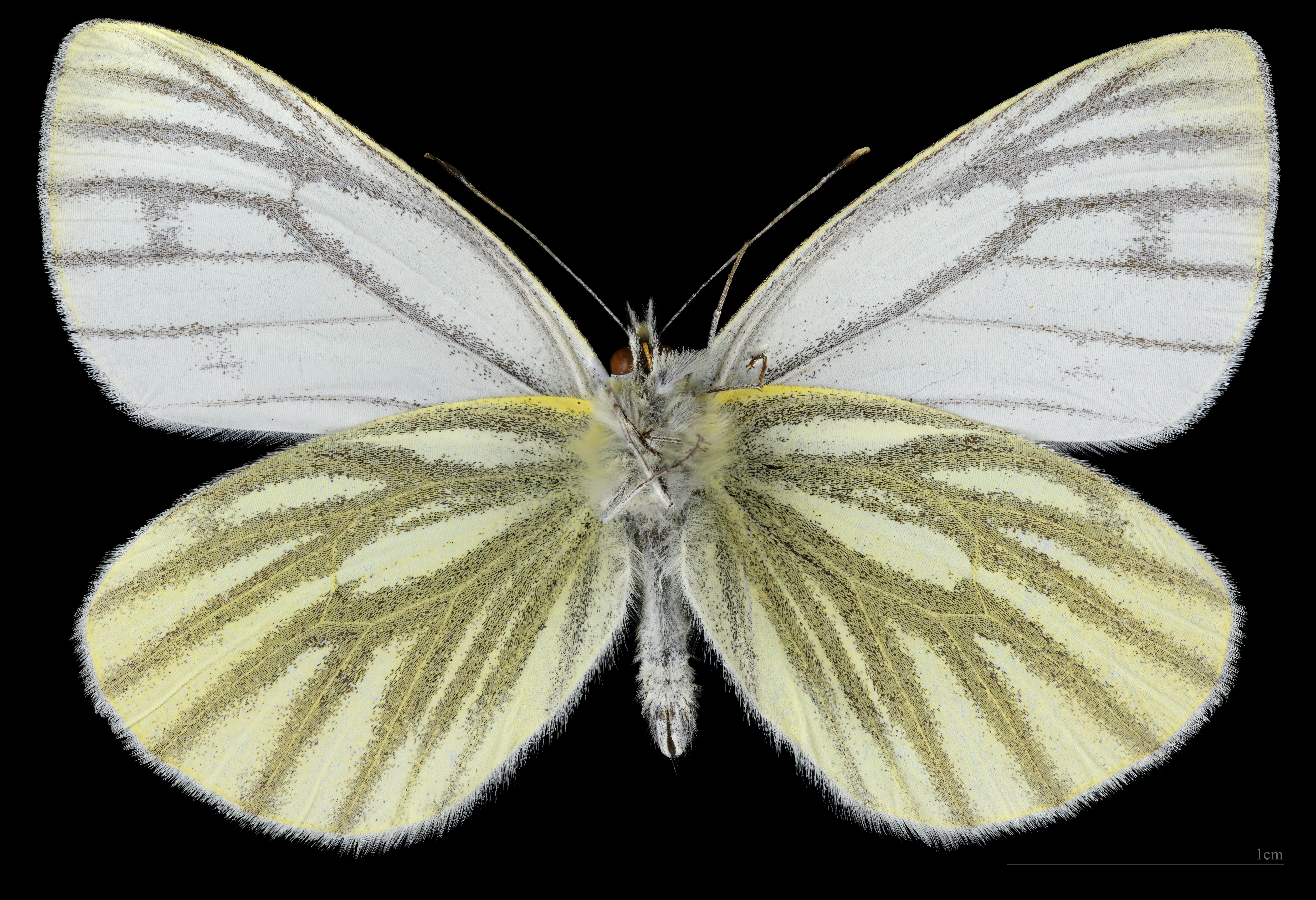
Pieris napi  ♂  △
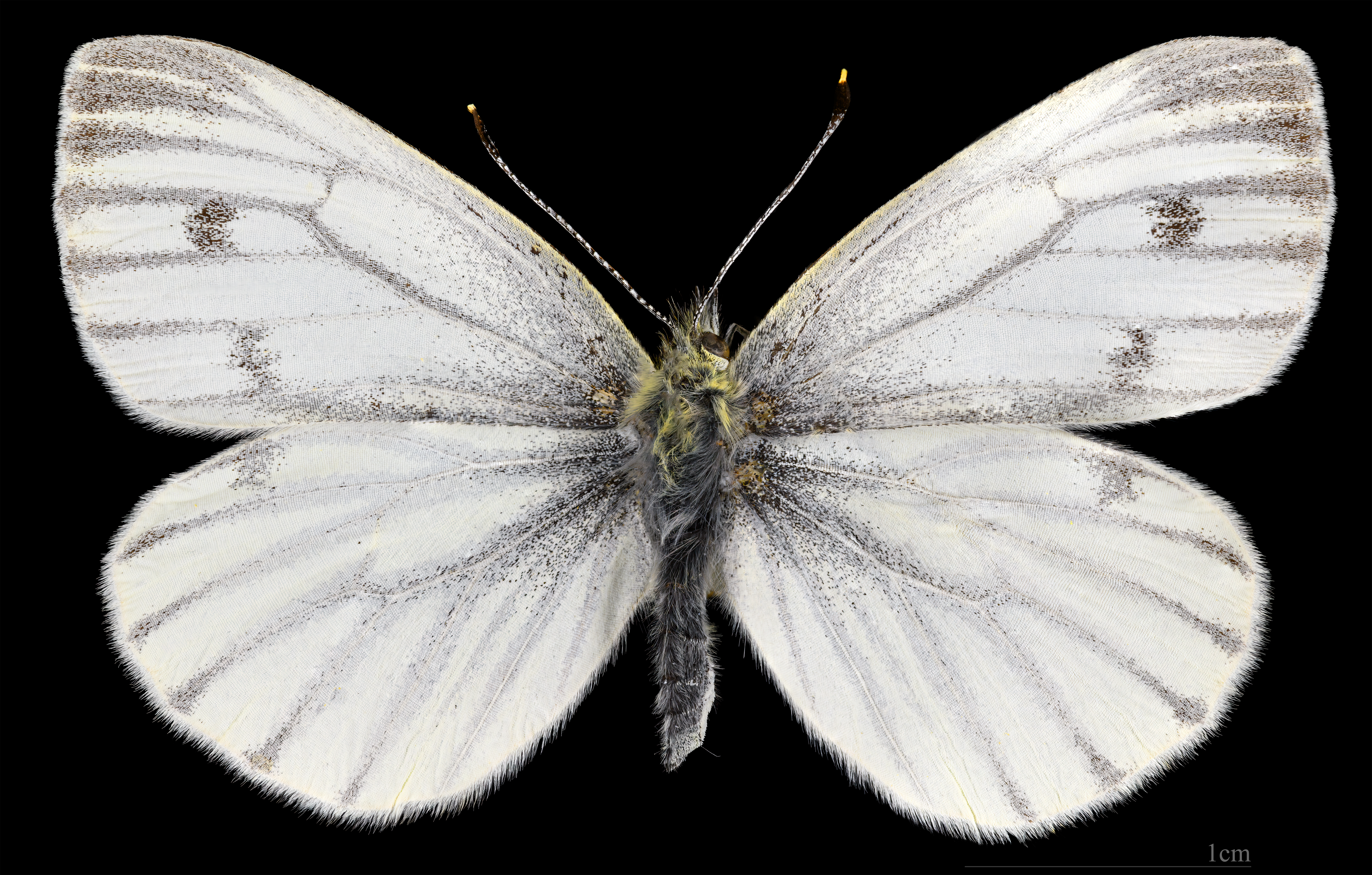
Pieris napi  ♀
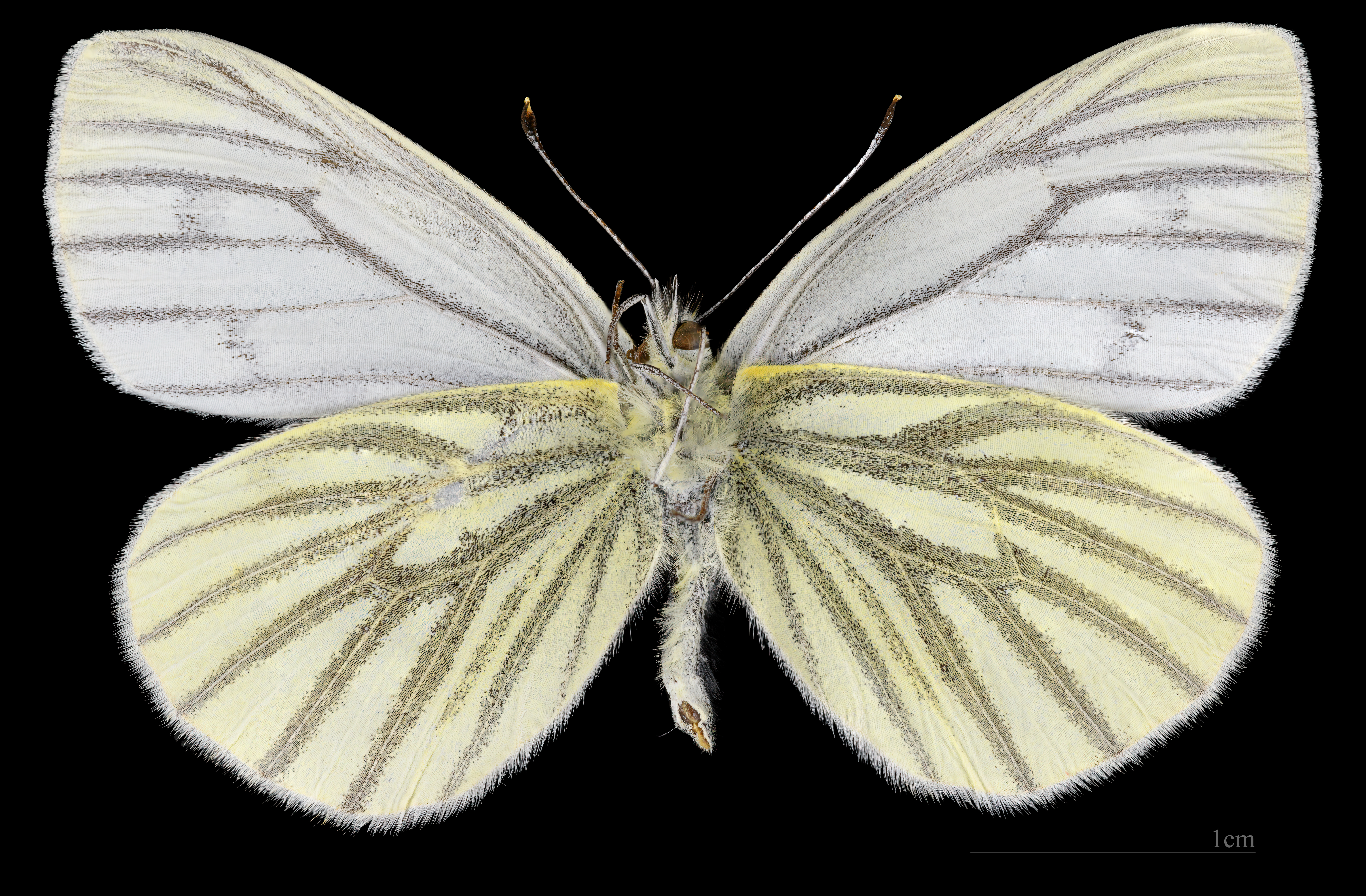
Pieris napi  ♀ △

## Habitat
A espécie Pieris napi pode ser encontrada em lugares umidos, gramado com algumas sombras, bordas de matas, sebes, prados e vales arborizados. No Mediterrâneo, o inseto também é encontrado em matagais em torno de córregos e várzeas com Nasturtium officinale.

## Reprodução
Uma pesquisa recente mostrou que, quando um macho acasala com a fêmea, ele injeta salicilato de metila junto com o esperma, o cheiro dessa substancia repele outros machos.
Os sexos podem ser diferenciados por dois pontos nas duas asas anteriores das fêmeas com um ponto em cada asa anterior dos machos..

## Espécies semelhantes
- Pieris bryoniae
- Pieris ergane
- Pieris krueperi
- Pieris rapae